# Jacarapé (praia)
Visão da Praia de Jacarapê
Jacarapé é uma praia brasileira localizada no município de João Pessoa, no estado da Paraíba. É delimitada pelo riacho Jacarapé, ao norte, e pelo rio Mangabeira, ao sul. "Apresenta recifes, corais, ondas fracas e areia fina e batida. É emoldurada por falésias e está em uma região de desembocadura de rios e mangue".
|                                                    |  |                                |
| Rio Jacarapé, na praia de Jacarapê em João Pessoa. |  | Falésias da Praia de Jacarapê. |

| Oceano Atlântico                             |                                  |                                               |
| precedida por: Praia da Penha ( João Pessoa) | Praia de Jacarapé ( João Pessoa) | sucedida por: Praia do Arraial ( João Pessoa) |